# Condiția lanțului ascendent
În matematică condiția lanțului ascendent (în engleză ascending chain condition – ACC) și condiția lanțului descendent (în engleză descending chain condition – DCC) sunt proprietăți privind caracterul finit ale unor structuri algebrice, cea mai mare importanță având-o pentru idealele din anumite inele comutative. Aceste condiții au jucat un rol important în dezvoltarea teoriei structurii inelelor comutative în lucrările lui David Hilbert, Emmy Noether și Emil Artin.
Condițiile în sine pot fi enunțate într-o formă abstractă, astfel încât să fie valabile pentru orice mulțime parțial ordonată⁠(d). Acest punct de vedere este util în teoria dimensiunilor algebrice abstracte datorită lui Gabriel și Rentschler.

## Definiție
Se spune că o mulțime parțial ordonată P satisface condiția lanțului ascendent (ACC) dacă nu există un șir infinit strict ascendent de elemente din P:
{\displaystyle a_{1}<a_{2}<a_{3}<\cdots }
Echivalent, orce șir slab ascendent
{\displaystyle a_{1}\leq a_{2}\leq a_{3}\leq \cdots ,}
de elemente din P se stabilizează în cele din urmă, adică este staționar, ceea ce înseamnă că există un număr întreg pozitiv n astfel încât
{\displaystyle a_{n}=a_{n+1}=a_{n+2}=\cdots .}
Similar, se spune că P satisface condiția lanțului descendent (DCC) dacă nu există un șir infinit descendent de elemente din P. Echivalent, orice șir slab descendent de elemente din P
{\displaystyle a_{1}\geq a_{2}\geq a_{3}\geq \cdots }
se stabilizează în cele din urmă, adică este staționar.

### Comentarii
- Admițând axioma alegerii dependente⁠(d), condiția lanțului descendent pe mulțimea parțial ordonată (posibil infinită) P este echivalentă cu faptul că P este bine fondată⁠(d): orice submulțime nevidă din P are un element minim (numit și condiția minimală). O mulțime total ordonată care este bine fondată este o mulțime bine ordonată.
- Similar, condiția lanțului ascendent este echivalentă pentru o P invers bine fondată (din nou, admițând alegerea dependentă): orice submulțime nevidă din P are un element maxim (numit și condiția maximală).
- Orice mulțime finită parțial ordonată satisface atât condiția lanțului ascendent cât și cea a lanțului descendent. Prin urmare, este atât bine formată, cât și invers bine formată.

## Exemplu
Fie {\displaystyle \mathbb {Z} =\{\dots ,-3,-2,-1,0,1,2,3,\dots \}} inelul numerelor întregi. Orice ideal al lui {\displaystyle \mathbb {Z} } constă din toți multiplii unui număr {\displaystyle n}. De exemplu, idealul
{\displaystyle I=\{\dots ,-18,-12,-6,0,6,12,18,\dots \}}
este format din toți multiplii lui {\displaystyle 6}. Fie
{\displaystyle J=\{\dots ,-6,-4,-2,0,2,4,6,\dots \}}
idealul format din toți multiplii lui {\displaystyle 2}. Idealul {\displaystyle I} este conținut în idealul {\displaystyle J}, deoarece orice multiplu al lui {\displaystyle 6} este și un multiplu al lui {\displaystyle 2}. La rândul său, idealul {\displaystyle J} este conținut în idealul {\displaystyle \{\mathbb {Z} \}}, deoarece fiecare multiplu al lui {\displaystyle 2} este un multiplu al lui {\displaystyle 1}. Totuși, în acest moment nu există un ideal mai mare în {\displaystyle \{\mathbb {Z} \}}.
În general, dacă {\displaystyle I_{1},I_{2},I_{3},\dots } sunt ideale ale {\displaystyle \{\mathbb {Z} \}} astfel încât {\displaystyle I_{1}} să fie conținut în {\displaystyle I_{2}}, {\displaystyle I_{2}} este conținut în {\displaystyle I_{3}} și așa mai departe, atunci există unele {\displaystyle n} pentru care toate {\displaystyle I_{n}=I_{n+1}=I_{n+2}=\cdots }. Adică, după un moment dat, toate idealele sunt egale între ele. Prin urmare, idealele lui {\displaystyle \{\mathbb {Z} \}} satisfac condiția lanțului ascendent, unde idealele sunt ordonate prin includerea mulțimii. Prin urmare, {\displaystyle \{\mathbb {Z} \}} este un inel Noetherian⁠(d).